# Castalie (entreprise)
Pour les articles homonymes, voir Castalie (homonymie).
 (août 2022).
Castalie est une entreprise française de l’économie circulaire créée en 2011 et dont le siège social est situé à Boulogne-Billancourt. Elle commercialise principalement des fontaines à eau utilisées avec des bouteilles en verre. Destinées initialement à la restauration et l’hôtellerie, les fontaines et bouteilles sont également commercialisées dans tous types d’entreprises depuis 2015.
L’entreprise prend part à plusieurs projets en faveur de l’environnement et de l’accès à l’eau potable, notamment en Éthiopie avec l’ONG Made Blue.
En 2023, Castalie emploie environ cent salariés et réalise environ vingt millions d’euros de chiffre d’affaires.

## Historique
Thibault Lamarque fonde Castalie en 2011, avec 50 000 euros d’économies personnelles et l'ambition de réduire la consommation des bouteilles en plastique. Il veut proposer une nouvelle marque d’eau en bouteille avec fontaine à eau qui dispense de l’eau du réseau microfiltrée, rafraîchie et neutre en goût, pétillante ou plate. En 2013, Castalie réalise un premier tour de table auprès de business angels et lève 600 000 euros. En 2015, elle intègre le Hub Startup, l’incubateur de Bpifrance, et lève deux millions d'euros dans l’optique de renforcer ses effectifs. Elle devient rentable l'année suivante, un an après avoir élargi sa clientèle de l'hôtellerie-restauration aux entreprises de tous types.
En 2020, Castalie fait une levée de treize millions d’euros, à laquelle participent le Groupe SEB ainsi que les fonds Amundi Finance et Solidarité, Raise Impact et Ring Capital. Cette levée a pour objectif de financer le développement de l’entreprise sur le marché du B2B et la R&D. Fin 2023, Castalie estime à 250 millions le nombre de bouteilles en plastique consommées que ses fontaines ont permis d'éviter. Elle dispose alors de 6 000 fontaines installées chez 2 800 clients, pour moitié dans l'hôtellerie et restauration, et pour moitié dans les autres types d'entreprises. Elle réalise un chiffre d'affaires d’environ 20 millions d'euros.

## Activités et produits
Castalie commercialise principalement des fontaines à eau éco-conçues reliées au réseau d'eau, qui délivrent une eau microfiltrée plate ou pétillante, fraîche ou chaude. Elle ne se définit néanmoins pas comme une entreprise “vendeuse de fontaines à eau” mais plutôt comme une marque d’eau valorisant l’eau du robinet et sa consommation. L'entreprise revendique une empreinte carbone par litre d'eau 90 % plus faible que celle des bouteilles plastiques.

### Offre
Le produit historique proposé par Castalie est une fontaine à eau permettant de fournir une eau pure et neutre en goût. L’eau est traitée par le système de filtration à partir de l’arrivée d’eau, ce qui permet d’en supprimer le chlore, certaines particules et des métaux lourds. Castalie propose un abonnement en location maintenance pour chaque fontaine, comprenant son entretien et la fourniture de bouteille en verre et gourdes lavables. Les fontaines sont fabriquées en France et en Italie. L'entreprise propose également depuis 2020 des fontaines à eau connectées permettant de suivre son fonctionnement, le niveau d’économies de CO2 réalisées et le nombre de bouteilles plastiques évitées.

### Marchés
Depuis 2011, le marché historique de Castalie est celui de la restauration, où elle vise à remplacer les bouteilles d’eau minérale par des bouteilles en verre remplies grâce à ses fontaines. Castalie équipe également les bureaux d’entreprises depuis la signature de son premier contrat avec LVMH, en 2015, ainsi que des salles de sport, des institutions, des collectivités ou des événements internationaux. Les entreprises représentent aujourd’hui 80% de son activité.
Castalie se lance en 2023, sur le marché de la fontaine publique pour répondre aux enjeux de la loi Agec qui oblige les établissements recevant du public à donner accès à des points d’eau pour les lieux accueillant plus de 300 personnes.

## Engagements

### Économie sociale et solidaire
Les fontaines Castalie sont fabriquées en France et en Italie. L'entreprise travaille également avec un ESAT, établissement et service d’aide par le travail, à Issy-les-Moulineaux, entité qui permet l’insertion par le travail de personnes en situation de handicap. L’ESAT assemble les kits de filtration et les bouchons des bouteilles et des gourdes.

### Accès à l’eau
Depuis décembre 2019, Castalie collabore avec Made Blue, une fondation néerlandaise qui facilite l’accès à l’eau potable des populations dans les pays en voie de développement. Elle opère notamment en Éthiopie, où Castalie finance un projet de creusement de trente-cinq puits dans des écoles, à Adama.